# Psychotrieae
Psychotrieae, tribus broćevki s desetak rodova i preko 2 100 vrsta u suptropskim i tropskim krajevima.

## Rodovi
1. Amaracarpus Blume
2. Anthorrhiza C.R.Huxley & Jebb
3. Calycosia A.Gray
4. Chaetostachydium Airy Shaw
5. Coccochondra Rauschert
6. Dolianthus C.H.Wright
7. Gillespiea A.C.Sm.
8. Hedstromia A.C.Sm.
9. Hydnophytum Jack
10. Lecariocalyx Bremek.
11. Myrmecodia Jack
12. Myrmephytum Becc.
13. Peripeplus Pierre
14. Psychotria L.
15. Squamellaria Becc.
16. Streblosa Korth.